# A Yu Yu Hakusho epizódjainak listája
Ez a lista Togasi Josihiro Yu Yu Hakusho című mangasorozata alapján készült animesorozat epizódjait sorolja fel.

## Epizódlista

### Első évad: Szellemdetektív-fejezet (1992–1993)
| #  | Epizód címe | Első japán sugárzás | Első magyar sugárzás |
| -- | --- | ------------------- | -------------------- |
| 1  | A próbatétel Sindara odoroita! (死んだらオドロいた; Hepburn: Shindara odoroita!)                                                                                  | 1992. október 10.   | 2005. április 3.     |
| 2  | Ördög vagy angyal Reikai no Koenma! Fukkacu e no siren (霊界のコエンマ! 復活への試練; Hepburn: Reikai no Koenma! Fukkatsu e no shiren)                            | 1992. október 17.   |                      |
| 3  | Egy mindenkiért, mindenki egyért Oicumerareta Kuvabara! Otoko no csikai (追いつめられた桑原! 男の誓い; Hepburn: Oitsumerareta Kuwabara! Otoko no chikai)          | 1992. október 24.   |                      |
| 4  | Kettőn áll a szeretet Acuki honó! Koibito no kizuna (熱き炎! 恋人のきずな; Hepburn: Atsuki honō! Koibito no kizuna)                                               | 1992. október 31.   |                      |
| 5  | Yusuke visszatér Júszuke fukkacu! Aratanaru simei (幽助復活! 新たなる使命; Hepburn: Yūsuke fukkatsu! Aratanaru shimei)                                            | 1992. november 7.   |                      |
| 6  | Kincsvadászok Szanbiki no jókai! Hiei Kurama Góki (三匹の妖怪! 飛影·蔵馬·剛鬼; Hepburn: Sanbiki no yōkai! Hiei Kurama Gōki)                                       | 1992. november 14.  |                      |
| 7  | Szörnyharc Kurama no himicu?! Haha to ko no kizuna (蔵馬の秘密?! 母と子のきずな; Hepburn: Kurama no himitsu?! Haha to ko no kizuna)                               | 1992. november 21.  |                      |
| 8  | A bűvös kard Keiko ajausi! Dzsagansi Hiei (螢子あやうし! 邪眼師·飛影; Hepburn: Keiko ayaushi! Jaganshi Hiei)                                                      | 1992. november 28.  |                      |
| 9  | Kutatás indul Genkai no keisósa Tournament kaisi (幻海の継承者トーナメント開始; Genkai no keisósa Tónamento kaisi; Hepburn: Genkai no keishōsha Tōnamento kaishi) | 1992. december 5.   |                      |
| 10 | Kuwabara és a csodakard Kurajami no sitó! Kuvabara reiki no ken (暗闇の死闘! 桑原·霊気の剣; Hepburn: Kurayami no shitō! Kuwabara reiki no ken)                    | 1992. december 12.  |                      |
| 11 | A nagy ellentámadás Júszuke kuszen! Kizudarake no hangeki (幽助苦戦! 傷だらけの反撃!!; Hepburn: Yūsuke kusen! Kizudarake no hangeki)                              | 1992. december 19.  |                      |
| 12 | Rando színre lép Randó aravaru! Kuvabara munen no haiboku (乱童あらわる! 桑原無念の敗北; Hepburn: Randō arawaru! Kuwabara munen no haiboku)                       | 1992. december 26.  |                      |
| 13 | Titkos fegyver Júszuke vs. Randó midaretobu jódzsucu (幽助VS乱童 乱れとぶ妖術!!; Hepburn: Yūsuke vs. Randō midaretobu yōjutsu)                                    | 1993. január 9.     |                      |
| 14 | Az elvarázsolt kastély 1. rész Meikjúdzsó no siszeidzsú! Reikai e no csószen (迷宮城の四聖獣! 霊界への挑戦; Hepburn: Meikyūjō no shiseijū! Reikai e no chōsen)    | 1993. január 16.    |                      |
| 15 | Az elvarázsolt kastély 2. rész Ucukusiki bara no mai! Karei naru Kurama (美しきバラの舞! 華麗なる蔵馬; Hepburn: Utsukushiki bara no mai! Karei naru Kurama)       | 1993. január 23.    |                      |
| 16 | A fehér tigris Nobijo reiken! Kuvabara otoko no sóbu (伸びよ霊剣! 桑原·男の勝負; Hepburn: Nobiyo reiken! Kuwabara otoko no shōbu)                                 | 1993. január 30.    |                      |
| 17 | Önfeláldozás Bjakko dzsigoku no otakebi (白虎·地獄の雄叫び; Hepburn: Byakko jigoku no otakebi)                                                                    | 1993. február 6.    |                      |
| 18 | A harmadik bestia Hiei susszen! Kiriszaku ken (飛影出戦! 切り裂く剣; Hepburn: Hiei shussen! Kirisaku ken)                                                         | 1993. február 13.   |                      |
| 19 | A fekete villám Szaigo no siszeidzsú Szuzaku (最後の四聖獣·朱雀!; Hepburn: Saigo no shiseijū Suzaku)                                                              | 1993. február 20.   |                      |
| 20 | Titokzatos harcmodor Ógi gekitocu! Sicsi-nin no Szuzaku (奥義激突! 七人の朱雀; Hepburn: Ōgi gekitotsu! Shichi-nin no Suzaku)                                      | 1993. február 27.   |                      |
| 21 | Yusuke bosszúja Júszuke inocsi o kaketa hangeki (幽助·命を賭けた反撃; Hepburn: Yūsuke Inochi o Kaketa Hangeki)                                                    | 1993. március 6.    |                      |
| 22 | A gyöngyfakasztó Kanasimi no bisódzso Jukina (悲しみの美少女·雪菜; Hepburn: Kanashimi no bishōjo Yukina)                                                          | 1993. március 13.   |                      |
| 23 | A sötétség hírnöke Jami no sisa! Toguro kjódai (闇の使者! 戸愚呂兄弟; Hepburn: Yami no shisha! Toguro kyōdai)                                                     | 1993. március 20.   |                      |
| 24 | A démoni hármas Oszorosiki kjóteki! Szankisú (恐ろしき強敵! 三鬼衆; Hepburn: Osoroshiki kyōteki! Sankishū)                                                        | 1993. március 27.   |                      |
| 25 | Az utolsó menet Moero Kuvabara! Ai no szokodzsikara (燃えろ桑原! 愛の底力; Hepburn: Moero Kuwabara! Ai no sokojikara)                                             | 1993. április 10.   |                      |

### Második évad: Sötét Harcművészetek Viadala-fejezet (1993–1994)
| #  | Epizód címe | Első japán sugárzás  | Első magyar sugárzás |
| -- | --- | -------------------- | -------------------- |
| 26 | A testvérek visszatérnek Ankoku Budzsucukai e no sótaisa (暗黒武術会への招待者; Hepburn: Ankoku Bujutsukai e no shōtaisha)                                      | 1993. április 17.    |                      |
| 27 | A titokzatos verseny Si no funede! Dzsigoku no sima e (死の船出! 地獄の島へ; Hepburn: Shi no funede! Jigoku no shima e)                                         | 1993. április 24.    |                      |
| 28 | A harc elkezdődik Csiiszana kjóteki! Rinku no higi (小さな強敵! 鈴駒の秘技; Hepburn: Chiisana kyōteki! Rinku no higi)                                           | 1993. május 1.       |                      |
| 29 | Vér és virág Csi no hana o szakaszu Kurama! (血の花を咲かす蔵馬!; Hepburn: Chi no hana o sakasu Kurama!)                                                        | 1993. május 8.       |                      |
| 30 | Semmi sem tökéletes Mikan no ógi Enszacu kokurjúha (未完の奥義·炎殺黒龍波; Hepburn: Mikan no ōgi Ensatsu kokuryūha)                                             | 1993. május 15.      |                      |
| 31 | A részeges mester Joidore szensi! Csú no szuiken (よいどれ戦士! 酎の酔拳; Hepburn: Yoidore senshi! Chū no suiken)                                               | 1993. május 22.      |                      |
| 32 | Pengeélen táncolva Knife Edge Death-Match (ナイフエッジデスマッチ; Naifu Eddzsi Deszu Maccsi; Hepburn: Naifu Ejji Desu Macchi)                                  | 1993. május 29.      |                      |
| 33 | A harc folytatódik Gekitocu! Best 8 deszorou (激突! ベスト8出そろう; Gekitocu! Beszuto 8 deszorou; Hepburn: Gekitotsu! Besuto 8 desorou)                        | 1993. június 5.      |                      |
| 34 | Esélytelen esélyesek Sóricu 0.05% no sitó (勝率0.05%の死闘!; Hepburn: Shōritsu 0.05% no shitō)                                                                  | 1993. június 12.     |                      |
| 35 | Ki rejtőzik a maszk mögött? Fukumen no sótai?! Ucukusiki szensi (覆面の正体?! 美しき戦士; Hepburn: Fukumen no shōtai?! Utsukushiki senshi)                      | 1993. június 19.     |                      |
| 36 | Tiszta lélekkel Jabó o funszai! Hikari no szenrei (野望を粉砕! 光りの洗礼; Hepburn: Yabō o funsai! Hikari no senrei)                                            | 1993. június 26.     |                      |
| 37 | A rejtélyes ellenfél Jami no sinobi Masócukai Team (闇の忍·魔性使いチーム; Jami no sinobi Masócukai Csímu; Hepburn: Yami no shinobi Mashōtsukai Chīmu)          | 1993. július 3.      |                      |
| 38 | A mágikus festék Kurama muzan! Si no kesó (蔵馬無惨! 死の化粧; Hepburn: Kurama muzan! Shi no keshō)                                                             | 1993. július 10.     |                      |
| 39 | Köd előtte, köd utána Funszai! Júszuke ikari no tekken (粉砕! 幽助怒りの鉄拳; Hepburn: Funsai! Yūsuke ikari no tekken)                                          | 1993. július 17.     |                      |
| 40 | A mindent elsöprő küzdelem Kazecukai Dzsin! Arasi no kúcsúszen (風使い陣! 嵐の空中戦; Hepburn: Kazetsukai Jin! Arashi no kūchūsen)                              | 1993. július 24.     |                      |
| 41 | Váratlan fordulat Reikódan! Igai na keccsaku?! (霊光弾! 意外な決着?!; Hepburn: Reikōdan! Igai na kecchaku?!)                                                    | 1993. július 31.     |                      |
| 42 | A szerelem erejével Kessi no Kuvabara! Ai no tocugeki (決死の桑原! 愛の突撃; Hepburn: Kesshi no Kuwabara! Ai no totsugeki)                                      | 1993. augusztus 7.   |                      |
| 43 | Álarc mögött Fukumen szensi no kibisiki szugao (覆面戦士の厳しき素顔; Hepburn: Fukumen senshi no kibishiki sugao)                                               | 1993. augusztus 14.  |                      |
| 44 | A végső próbatétel Genkai kara no szaidai no siren (幻海からの最大の試練; Hepburn: Genkai kara no saidai no shiren)                                             | 1993. augusztus 21.  |                      |
| 45 | Harc a végsőkig Hiei renszen! Ute Kokurjúha! (飛影連戦! 撃て黒龍波!; Hepburn: Hiei rensen! Ute Kokuryūha!)                                                      | 1993. augusztus 28.  |                      |
| 46 | Átváltozás Szenricu! Kuromomotaró no hensin (戦慄! 黒桃太郎の変身; Hepburn: Senritsu! Kuromomotarō no henshin)                                                  | 1993. szeptember 4.  |                      |
| 47 | A legendás bandita Denszecu no tózoku! Jóko Kurama (伝説の盗賊! 妖狐·蔵馬; Hepburn: Densetsu no tōzoku! Yōko Kurama)                                            | 1993. szeptember 11. |                      |
| 48 | Az eltüntetés mestere Jami Item side no hagoromo (闇アイテム·死出の羽衣; Hepburn: Yami Aitemu shide no hagoromo)                                                | 1993. szeptember 18. |                      |
| 49 | Hősies küzdelem Nokoszareta csikara! Genkai no sitó (残された力! 幻海の死闘; Hepburn: Nokosareta chikara! Genkai no shitō)                                      | 1993. szeptember 25. |                      |
| 50 | A varázstükör Matóka Szuzuki no csószen (魔闘家·鈴木の挑戦!; Hepburn: Matōka Suzuki no chōsen)                                                                  | 1993. október 2.     |                      |
| 51 | Az ősellenség Sukumei no taikecu! Toguro no kage (宿命の対決! 戸愚呂の影; Hepburn: Shukumei no taiketsu! Toguro no kage)                                        | 1993. október 9.     |                      |
| 52 | Légy erős, Yusuke! Genkai csiru! 50 nen me no keccsaku (幻海散る! 50年目の決着; Hepburn: Genkai chiru! 50 nen me no kecchaku)                                   | 1993. október 16.    |                      |
| 53 | Genkai üzenete Arasi no mae! Kanasimi o koete (嵐の前! 悲しみを越えて; Hepburn: Arashi no mae! Kanashimi o koete)                                               | 1993. október 23.    |                      |
| 54 | Kezdődik a finálé Haran no kessószen kaisi! (波瀾の決勝戦開始!; Hepburn: Haran no kesshōsen kaishi!)                                                            | 1993. október 30.    |                      |
| 55 | Az ezüst róka feltámad Bakurecu! Mezameta Jóko (爆烈! 目覚めた妖狐; Hepburn: Bakuretsu! Mezameta Yōko)                                                          | 1993. november 6.    |                      |
| 56 | Végső csapás Kessi no Kurama! Szaigo no sudan (決死の蔵馬! 最後の手段; Hepburn: Kesshi no Kurama! Saigo no shudan)                                              | 1993. november 13.   |                      |
| 57 | A páncél Kjói! Joroi o hazusita Bui (脅威! 鎧を外した武威; Hepburn: Kyōi! Yoroi o hazushita Bui)                                                                | 1993. november 20.   |                      |
| 58 | A fekete sárkány Kjúkjoku ógi! Hoero Kokurjúha (究極奥義! ほえろ黒龍波; Hepburn: Kyūkyoku ōgi! Hoero Kokuryūha)                                                 | 1993. november 27.   |                      |
| 59 | Könyörtelen tökmag Toguro kei no bukimi na kage (戸愚呂兄の不気味な影)                                                                                          | 1993. december 4.    |                      |
| 60 | Rejtett képesség Ikari bakuhacu! Kuvabara no hangeki (怒り爆発! 桑原の反撃; Hepburn: Ikari bakuhatsu! Kuwabara no hangeki)                                      | 1993. december 11.   |                      |
| 61 | Titánok harca Sukumei no taikecu! Arasi no taisó-szen kaisi (宿命の対決! 嵐の大将戦開始; Hepburn: Shukumei no taiketsu! Arashi no taishō-sen kaishi)            | 1993. december 18.   |                      |
| 62 | Erőnek erejével Toguro 100% no kjófu! (戸愚呂100%の恐怖!; Hepburn: Toguro 100% no kyōfu!)                                                                       | 1993. december 25.   |                      |
| 63 | Több a sokknál Júszuke! Genkai he no kanasii siren (幽助! 限界への悲しい試練; Hepburn: Yūsuke! Genkai he no kanashii shiren)                                    | 1994. január 8.      |                      |
| 64 | A végső roham Sitó keccsaku! Szaigo no Full Power (死闘決着! 最後のフルパワー; Sitó keccsaku! Szaigo no Furu Pavá; Hepburn: Shitō kecchaku! saigo no Furu Pawā) | 1994. január 15.     |                      |
| 65 | Láncreakció Tógidzsó to tomoni kieru jabó (闘技場と共に消える野望; Hepburn: Tōgijō to tomoni kieru yabō)                                                        | 1994. január 22.     |                      |
| 66 | Bűn és bűnhődés Toguro no cugunai. Icsiban no nozomi (戸愚呂の償い・一番の望み; Hepburn: Toguro no tsugunai. Ichiban no nozomi)                                 | 1994. január 29.     |                      |

### Harmadik évad: Sötét fejezetek-fejezet (1994)
| #  | Epizód címe | Első japán sugárzás | Első magyar sugárzás |
| -- | --- | ------------------- | -------------------- |
| 67 | Valami készül Aratanaru Prologue (新たなるプロローグ; Aratanaru Purorógu; Hepburn: Aratanaru Purorōgu)                                                      | 1994. február 5.    |                      |
| 68 | Az elvarázsolt ház Jodzsigen jasiki ni hiszomu vana (四次元屋敷にひそむ罠; Hepburn: Yojigen yashiki ni hisomu wana)                                         | 1994. február 12.   |                      |
| 69 | Többet ésszel, mint erővel Kinku no Power! Kurama no zunó (禁句のパワー! 蔵馬の頭脳; Kinku no Pavá! Kurama no zunó; Hepburn: Kinku no Pawā! Kurama no zunō) | 1994. február 19.   |                      |
| 70 | A kaméleon Oszorubeki sindzsicu! Arata na nazo (恐るべき真実! 新たな謎; Hepburn: Osorubeki shinjitsu! Arata na nazo)                                        | 1994. február 26.   |                      |
| 71 | Az átjáró Szemari kuru kjófu! Makai no tobira (迫り来る恐怖! 魔界の扉; Hepburn: Semari kuru kyōfu! Makai no tobira)                                         | 1994. március 5.    |                      |
| 72 | Az agyfürkész Makai no sisa! Nananin no teki (魔界の使者! 七人の敵; Hepburn: Makai no shisha! Nananin no teki)                                              | 1994. március 12.   |                      |
| 73 | A gonosz doki Sinobijoru Doctor no ma no te (忍び寄るドクターの魔の手; Sinobijoru Dokutá no ma no te; Hepburn: Shinobiyoru Dokutā no ma no te)              | 1994. március 19.   |                      |
| 74 | Vírushajsza Territory o ucsi jabure!! (テリトリーを打ちやぶれ!!; Teritorí o ucsi jabure!!; Hepburn: Teritorī o uchi yabure!!)                               | 1994. március 26.   |                      |
| 75 | A víz mestere Seaman. Ame ni hiszomu vana (シーマン・雨に潜む罠; Síman. Ame ni hiszomu vana; Hepburn: Shīman. Ame ni hisomu wana)                           | 1994. április 2.    |                      |
| 76 | Kuwabara visszavág Kuvabara fukkacu?! Mezame ta csikara (桑原復活?! 目覚めた力; Hepburn: Kuwabara fukkatsu?! Mezame ta chikara)                             | 1994. április 9.    |                      |
| 77 | Előttem az utódom Reikai tantei no kuroi kako (霊界探偵の黒い過去)                                                                                          | 1994. április 16.   |                      |
| 78 | Oszd meg és uralkodj! Sucugeki! Dark Angel (出撃! ダークエンジェル; Sucugeki! Dáku Endzseru; Hepburn: Shutsugeki! Dāku Enjeru)                              | 1994. április 23.   |                      |
| 79 | Élő célpont Júszuke gekiszó! Kuvabara o szukue! (幽助激走! 桑原を救え!; Hepburn: Yūsuke gekisō! Kuwabara o sukue!)                                          | 1994. április 30.   |                      |
| 80 | Végzet négy keréken Hagiri no hjóteki! Simon dzsúdzsi madara (刃霧の標的! 死紋十字斑; Hepburn: Hagiri no hyōteki! Shimon jūji madara)                       | 1994. május 7.      |                      |
| 81 | A játékbarlang Dókucu no naka no Game World (洞窟の中のゲームワールド; Dókucu no naka no Gému Várudo; Hepburn: Dōkutsu no naka no Gēmu Wārudo)              | 1994. május 14.     |                      |
| 82 | A játékmester közbelép Gamemaster kjói no dzsicurjoku (ゲームマスター脅威の実力; Gému Masutá kjói no dzsicurjoku; Hepburn: Gēmu Masutā kyōi no jitsuryoku)  | 1994. május 21.     |                      |
| 83 | Bénító félelem Nokoszareta sudan! Kurama no kecudan (残された手段! 蔵馬の決断; Hepburn: Nokosareta shudan! Kurama no ketsudan)                              | 1994. május 28.     |                      |
| 84 | Haragnak haragjával Kurama no ikari! Sótai ha dare da?! (蔵馬の怒り! 正体は誰だ?!; Hepburn: Kurama no ikari! Shōtai ha dare da?!)                           | 1994. június 4.     |                      |
| 85 | Halálos páros Reikai tantei. Sukumei no icsi ki ucsi (霊界探偵・宿命の一騎討ち; Hepburn: Reikai Tantei. Shukumei no Ichi Ki Uchi)                           | 1994. június 11.    |                      |
| 86 | A gonosz elszabadul Júszuke kuszen! Ketteitekina sza (幽助苦戦! 決定的な差; Hepburn: Yūsuke kusen! Ketteitekina sa)                                         | 1994. június 18.    |                      |
| 87 | Mindent a harcért Koenma. Kakugo no Mafúkan! (コエンマ・覚悟の魔封環!; Hepburn: Koenma. Kakugo no Mafūkan!)                                                 | 1994. június 25.    |                      |
| 88 | Szörnyek erejével Szenszui. Tokihanatare ta hidzsiri hikari ki (仙水・解き放たれた聖光気; Hepburn: Sensui. Tokihanatare ta hijiri hikari ki)                | 1994. július 2.     |                      |
| 89 | Önfeláldozás Jokan! Szubete ga tomaru toki (予感! 全てが止まる時; Hepburn: Yokan! Subete ga tomaru toki)                                                    | 1994. július 9.     |                      |
| 90 | Irány az alvilág Tomo no isi o cuge! (友の意志を継げ!; Hepburn: Tomo no ishi o tsuge!)                                                                      | 1994. július 16.    |                      |
| 91 | Feltámadás Kakuszei no toki! Battle futatabi (覚醒の時! バトル再び; Kakuszei no toki! Batoru futatabi; Hepburn: Kakusei no toki! Batoru futatabi)           | 1994. július 23.    |                      |
| 92 | Egy különös hang Kjúkjoku no tatakai! Mazoku no akasi (究極の戦い! 魔族の証; Hepburn: Kyūkyoku no tatakai! Mazoku no akashi)                                | 1994. július 30.    |                      |
| 93 | Menni vagy maradni Keccsaku! Makai no sitó! (決着! 魔界の死闘!; Hepburn: Kecchaku! Makai no shitō!)                                                         | 1994. augusztus 6.  |                      |
| 94 | Az élet megy tovább Epilogue! Asita e! (エピローグ! 明日へ!; Epirógu! Asita e!; Hepburn: Epirōgu! Ashita e!)                                                | 1994. augusztus 13. |                      |

### Negyedik évad: Három király-fejezet (1994)
| #   | Epizód címe | Első japán sugárzás  | Első magyar sugárzás |
| --- | --- | -------------------- | -------------------- |
| 95  | Az alvilág hírnöke Júszuke no unmei. Kiken no asioto (幽助の運命・危険の足音; Hepburn: Yūsuke no unmei. Kiken no ashioto)        | 1994. augusztus 20.  |                      |
| 96  | Keserű döntés Jami no hómonsa. Fukamaru nazo (闇の訪問者・深まる謎; Hepburn: Yami no hōmonsha. Fukamaru nazo)                    | 1994. augusztus 27.  |                      |
| 97  | Isten veletek! Vakare. Szorezore no tabidacsi (別れ・それぞれの旅立ち; Hepburn: Wakare. Sorezore no tabidachi)                   | 1994. szeptember 3.  |                      |
| 98  | A nagy találkozás Makai e! Csicsi to no taimen (魔界へ! 父との対面; Hepburn: Makai e! Chichi to no taimen)                       | 1994. szeptember 10. |                      |
| 99  | A kitaszított fiú Vaszure e nu kioku. Tandzsó no toki (忘れ得ぬ記憶・誕生の時; Hepburn: Wasure e nu kioku. Tanjō no toki)        | 1994. szeptember 17. |                      |
| 100 | Mester és tanítványa Akaszareru Dzsagan no himicu (明かされる邪眼の秘密; Hepburn: Akasareru Jagan no himitsu)                    | 1994. szeptember 24. |                      |
| 101 | Betyárbecsület Makai tózoku. Szennen-me no szaikai (魔界盗賊・千年目の再会; Hepburn: Makai tōzoku. Sennen-me no saikai)          | 1994. október 1.     |                      |
| 102 | Kurama csapata Jóko henka! Sinobijoru szacui (妖狐変化! 忍び寄る殺意; Hepburn: Yōko henka! Shinobiyoru satsui)                   | 1994. október 8.     |                      |
| 103 | Apám akarata Csicsi no juigon. Tói hi no omoi (父の遺言・遠い日の想い; Hepburn: Chichi no yuigon. Tōi hi no omoi)                | 1994. október 15.    |                      |
| 104 | Váratlan ajánlat Igai na teian. Makai no hendó (意外な提案・魔界の変動; Hepburn: Igai na teian. Makai no hendō)                  | 1994. október 22.    |                      |
| 105 | A selejtező Makai taiszen. Joszen Kaisi! (魔界大戦・予選開始!; Hepburn: Makai taisen. Yosen kaishi!)                             | 1994. október 29.    |                      |
| 106 | Családban marad Tatakau ojako! Jomi to Sura (闘う親子! 黄泉と修羅; Hepburn: Tatakau oyako! Yomi to Shura)                        | 1994. november 5.    |                      |
| 107 | A legyőzöttek diadala Gekitó! Jume ni kake ta otoko tacsi (激闘! 夢に賭けた男たち; Hepburn: Gekitō! Yume ni kake ta otoko tachi) | 1994. november 12.   |                      |
| 108 | Búcsú a múlttól Kurama, kako to no kecubecu (蔵馬, 過去との決別; Hepburn: Kurama, kako to no ketsubetsu)                         | 1994. november 19.   |                      |
| 109 | Kedves ellenségem Taikecu! Hiei to Mukuro (対決! 飛影とムクロ; Hepburn: Taiketsu! Hiei to Mukuro)                                | 1994. november 26.   |                      |
| 110 | Démon vagy szellem? Ore no csikara. Kore ga szubete da! (俺の力・これが全てだ!; Hepburn: Ore no chikara. Kore ga subete da!)     | 1994. december 3.    |                      |
| 111 | Az új vezér Keccsaku! Gekitó no hate ni (決着! 激闘の果てに; Hepburn: Kecchaku! Gekitō no hate ni)                               | 1994. december 10.   |                      |
| 112 | Mi lesz veled, Yusuke? Forever! Yu Yu Hakusho (フォーエバー!幽遊白書; Fóebá! Jú jú hakuso; Hepburn: Fōebā! Yū yū hakusho)        | 1994. december 17.   |                      |